# Antennen-Insel
Die Antennen-Insel (japanisch アンテナナ島 Antena-jima, englisch Antenna Island) ist eine kleine Insel vor der Küste des ostantarktischen Königin-Maud-Lands. Sie gehört zur Inselgruppe Flatvær und liegt auf der Ostseite der Einfahrt zur Lützow-Holm-Bucht auf halbem Weg zwischen der Insel Nesøya und der Ost-Ongul-Insel.
Kartiert wurde die Insel anhand von Vermessungen und Luftaufnahmen einer japanischen Antarktisexpedition im Jahr 1957. Benannt ist sie nach den auf dieser Insel errichteten Funkantennen, die zur Shōwa-Station gehören.